# Witold Plapis

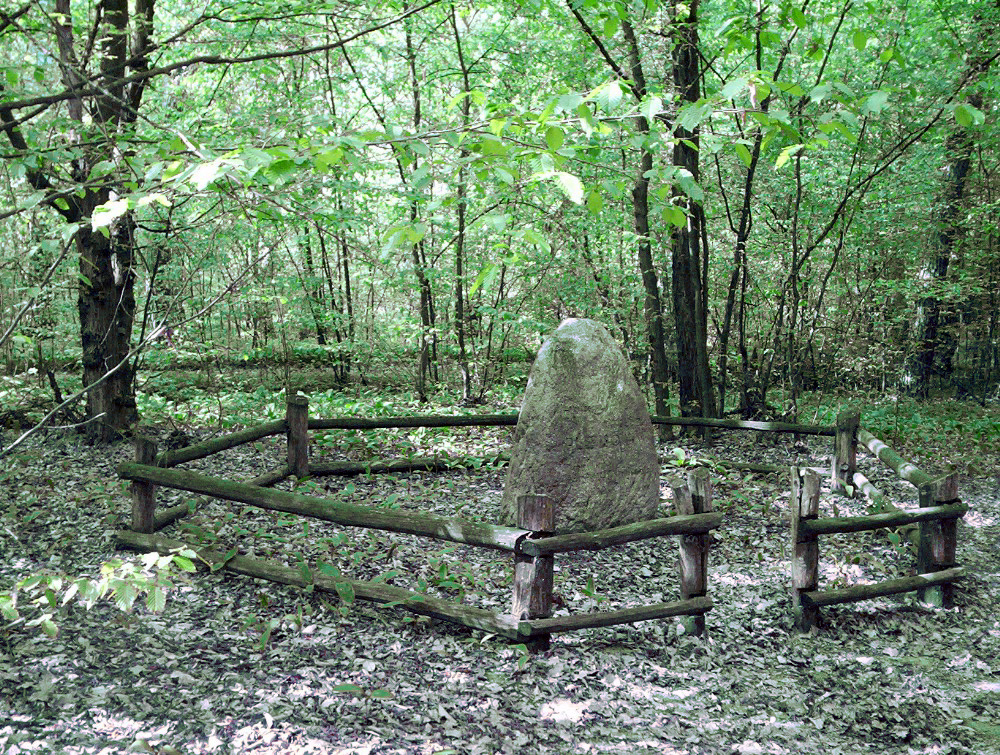
Kamień poświęcony pamięci Witolda Plapisa w Puszczy Kampinoskiej

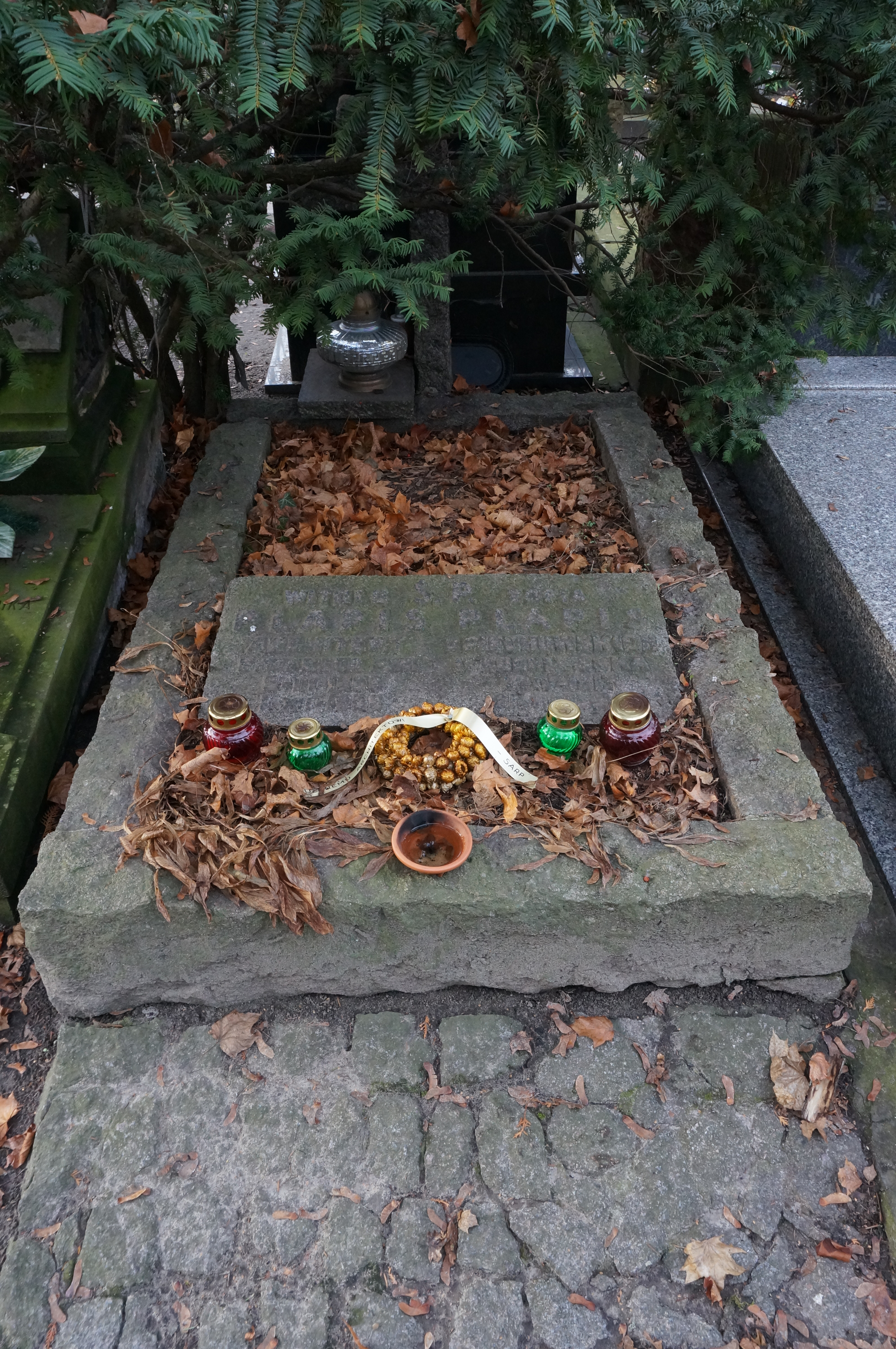
Grób Witolda Plapisa na cmentarzu Powązkowskim

Witold Plapis (ur. 5 marca 1905 w Uzyniu, zm. 1 grudnia 1968 w Warszawie) – architekt, profesor Politechniki Warszawskiej.

## Życiorys
Urodził się w rodzinie Jana (1876–1960) i Emilii z Kaweckich (1884–1960). Uczęszczał do szkoły powszechnej w Rosji, następnie do gimnazjum we Włocławku. W 1923 roku rozpoczął studia na Wydziale Architektury Politechniki Warszawskiej, które ze względu na kłopoty ze zdrowiem i kurację w Zakopanem ukończył i dyplom uzyskał w 1934 roku. Od 1929 roku jeszcze jako student, uczestniczył w akcji inwentaryzacji zabytków zainicjowanej przez prof. Oskara Sosnowskiego, co okazało się niezwykle przydatne przy odbudowie Warszawy po II wojnie światowej. W latach 1935–1940 prowadził też własną pracownię architektoniczną.  Do wybuchu wojny pracował też jako starszy asystent w katedrze projektowania hal przestrzennych na Warszawskiej Politechnice. Od 1936 roku pracował jako referent techniczny w Towarzystwie Kredytowym Miejskim w Warszawie. Był też rzeczoznawcą Komunalnej Kasy Oszczędności Izby Skarbowej.
Po wojnie pracował w Biurze Odbudowy Stolicy (BOS). Od lutego 1945 roku kierował pracownią rejestracji zniszczeń BOS. Od 16 lipca 1946 do 18 września 1948 był prezesem SARP. Od 1951 roku był samodzielnym pracownikiem naukowym – kierownikiem Zakładu Naukowego Architektury Krajobrazu w Instytucie Urbanistyki i Architektury Politechniki Warszawskiej, od 1955 roku – profesorem nadzwyczajnym. W latach l954–1957 był dziekanem Wydziału Architektury Politechniki Warszawskiej.
Był też współtwórcą Kampinoskiego Parku Narodowego i autorem wielu publikacji takich jak Niektóre zagadnienia kształtowania krajobrazu w nauczaniu projektowania architektonicznego czy Kształtowanie krajobrazu na podstawie naturalnych walorów przyrodniczych, a także redaktorem Rejestru Ogrodów Polskich. Był jednym z inicjatorów utworzenia tzw. Zielonego Pierścienia Warszawy. 
Pochowany na cmentarzu Powązkowskim (kwatera 203-5-9).

## Ordery i odznaczenia
- Krzyż Kawalerski Orderu Odrodzenia Polski (22 lipca 1949)[4]
- Złoty Krzyż Zasługi (dwukrotnie: 19 lipca 1946[5], 19 lipca 1954[6])
- Medal za Warszawę 1939–1945 (17 stycznia 1946)[7]
- Medal 10-lecia Polski Ludowej (19 stycznia 1955)[8]
- Złota Odznaka SARP (1955)
- Złota Odznaka Odbudowy Warszawy